# Beckkol

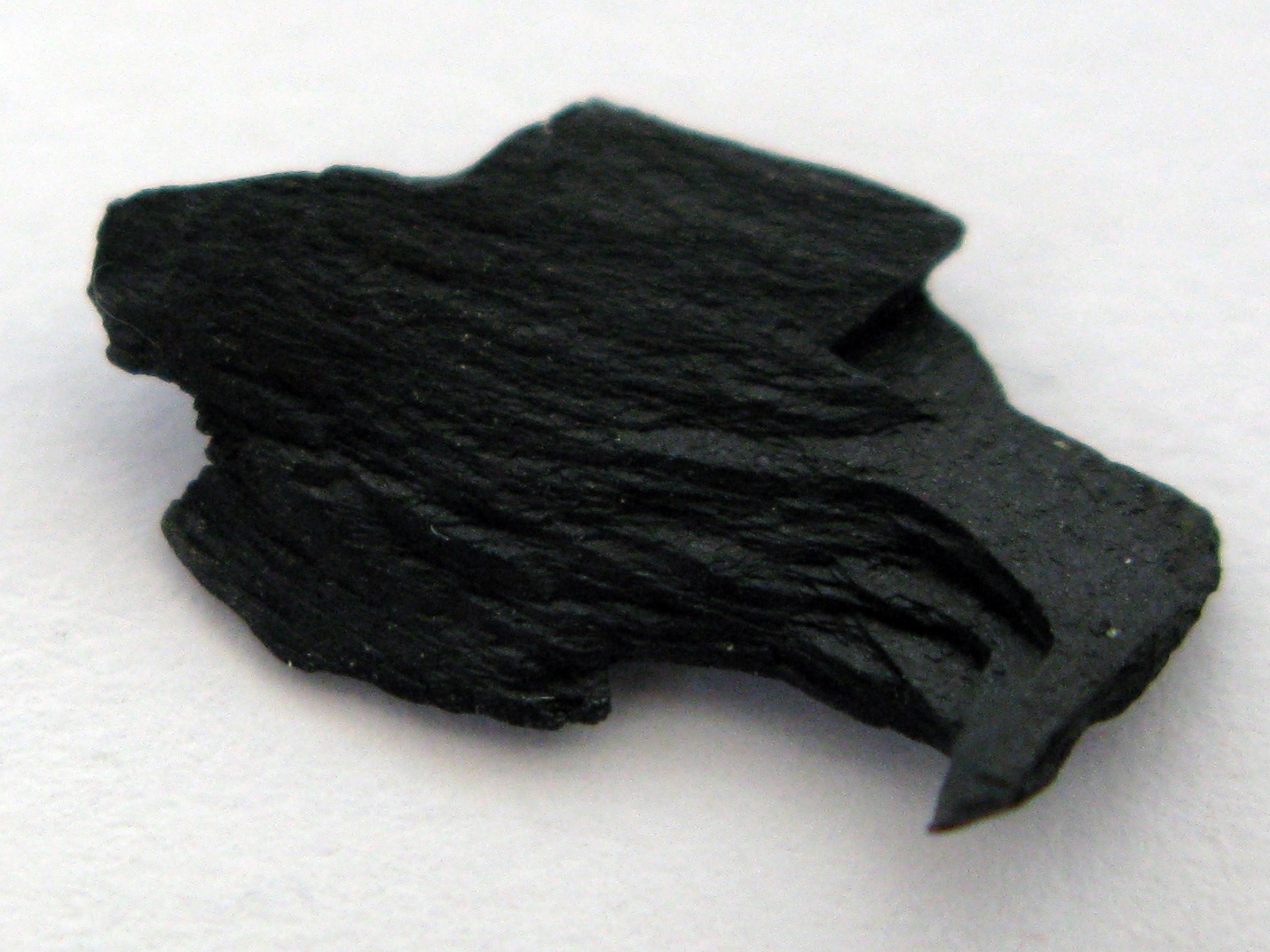

Beckkol eller gagat är en becksvart, glänsande varietet av stenkol eller brunkol som har mussligt brott.. Den kan vara så fast och så lite spröd att den går att skära, fila och svarva utan att den splittras. Vid slipning får den en vacker polityr av stark fettglans. Den används för tillverkning av smycken (broscher, nålar, armband med mera). 
Andra förekommande benämningar är svart brunkol, jet, svart bärnsten. Den tyska benämningen är Gagat, den engelska jet (därav jet-black, kolsvart). 
Gagat har använts under forntiden till bland annat ringar, sländtrissor och liknande föremål. I ett fåtal vikingatida lokaler, mestadels från Birka, förekommer föremål av gagat i gravar, bland annat spelpjäser, enkla ringar utan känd användning och liknande små föremål. Troligen har stenen därifrån importerats från Whitby i England.

## Galleri

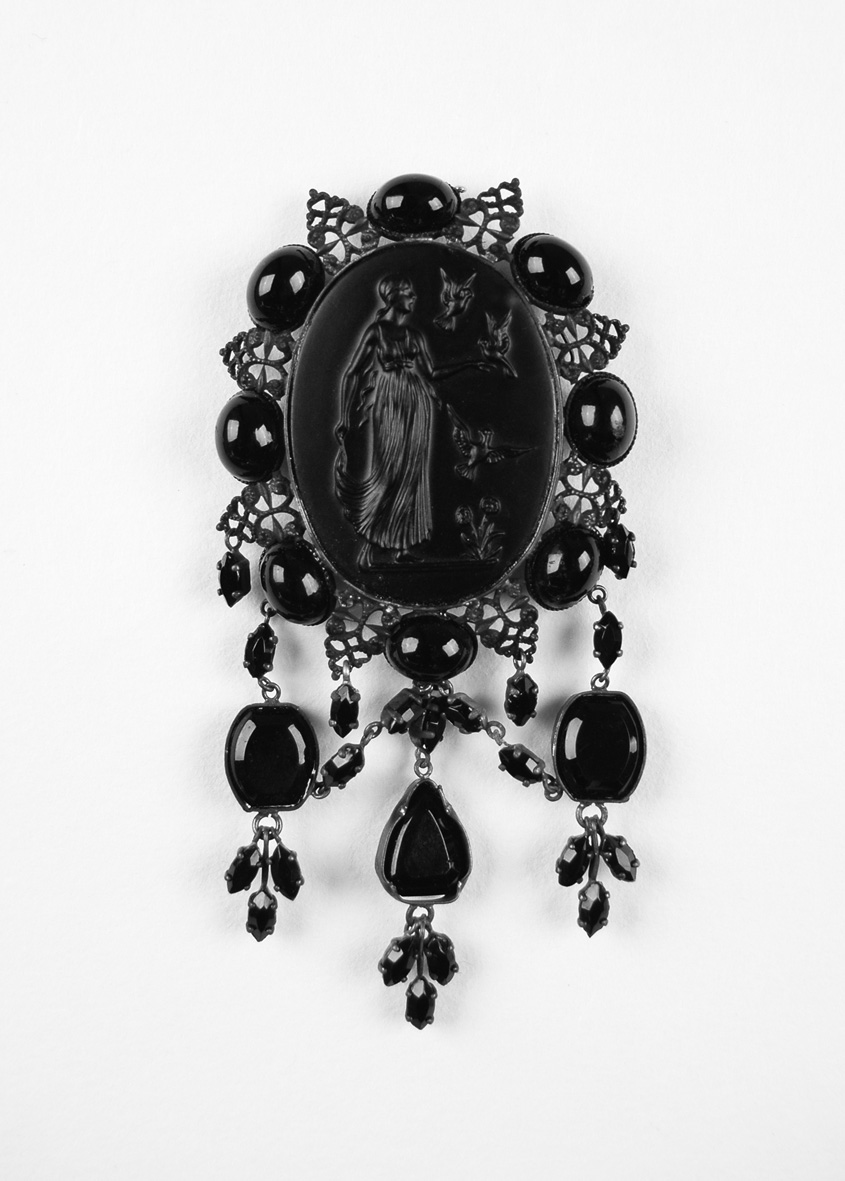
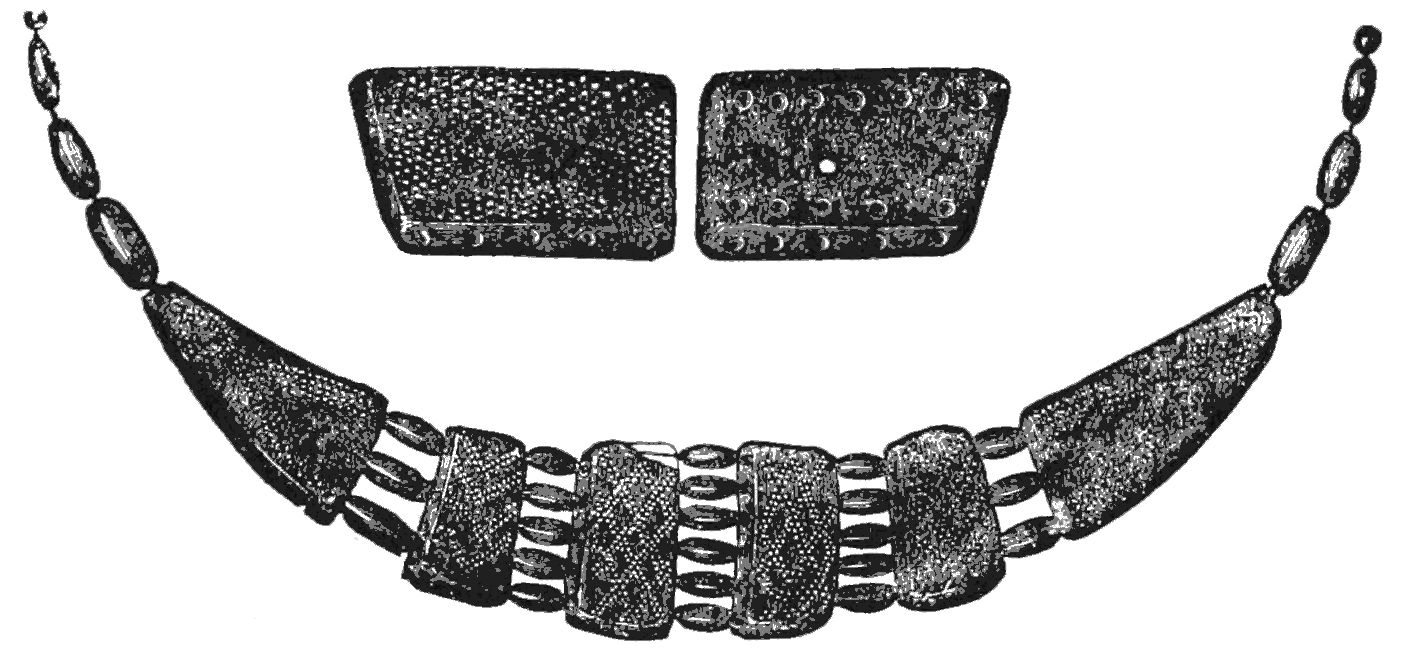
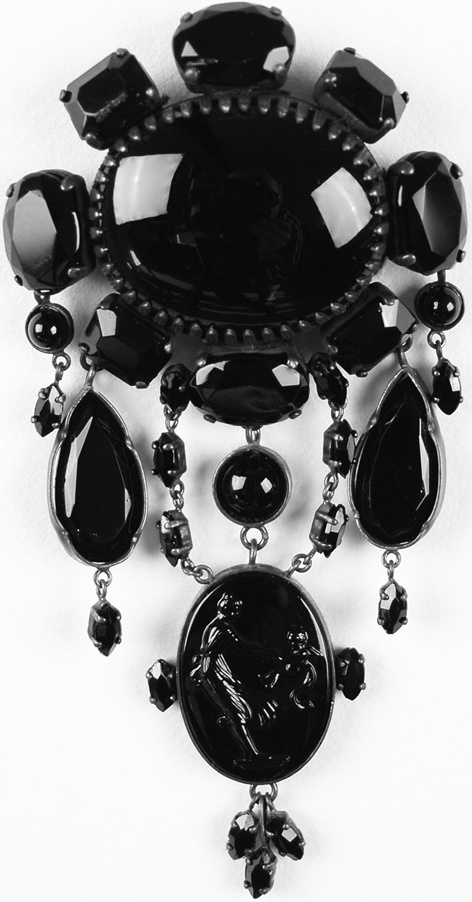